# Le Poislay
Le Poislay ist eine französische Gemeinde mit 198 Einwohnern (Stand: 1. Januar 2022) im Département Loir-et-Cher in der Region Centre-Val de Loire. Sie gehört zum Kanton Le Perche im Arrondissement Vendôme.

## Geografie
Die Gemeinde Le Poislay liegt 22 Kilometer westlich von Châteaudun in der Landschaft Le Perche. Durch die Gemeinde führt die alte Römerstraße „Chemin de César“ und die Eisenbahn-Schnellfahrstrecke LGV Atlantique. Umgeben wird Le Poislay von den Nachbargemeinden Commune nouvelle d’Arrou im Norden und Osten, Droué im Südosten und Süden, La Fontenelle im Südwesten und Westen sowie Le Gault-du-Perche im Westen und Nordwesten.

## Bevölkerungsentwicklung
| Jahr                       | 1962 | 1968 | 1975 | 1982 | 1990 | 1999 | 2010 | 2021 |
| -------------------------- | ---- | ---- | ---- | ---- | ---- | ---- | ---- | ---- |
| Einwohner                  | 371  | 305  | 259  | 232  | 182  | 198  | 210  | 192  |
| Quellen: Cassini und INSEE |      |      |      |      |      |      |      |      |

## Sehenswürdigkeiten
- Kirche SaintPérégrin
- Schloss Chaussepot
- Wasserturm

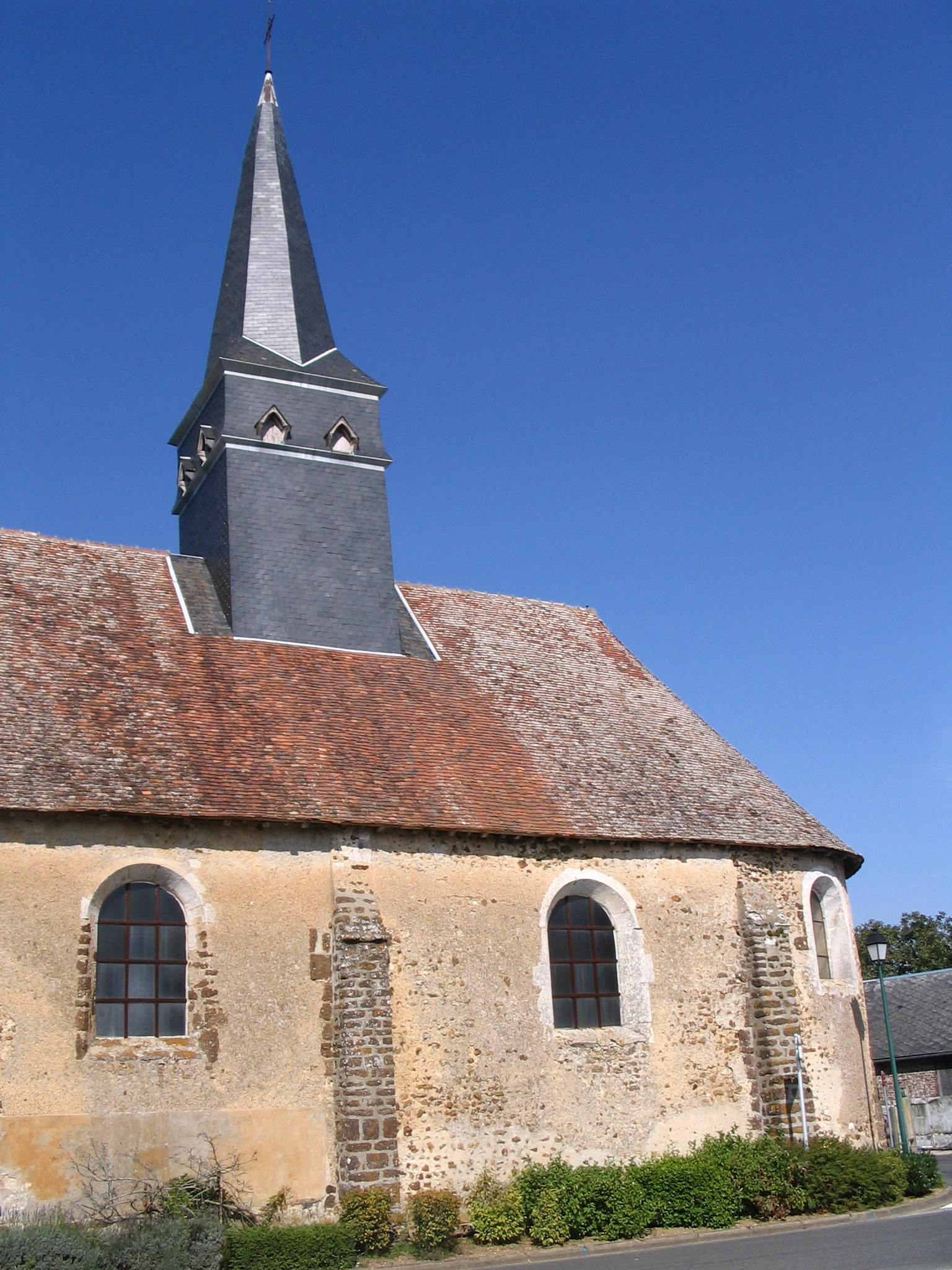
Kirche Saint-Pérégrin
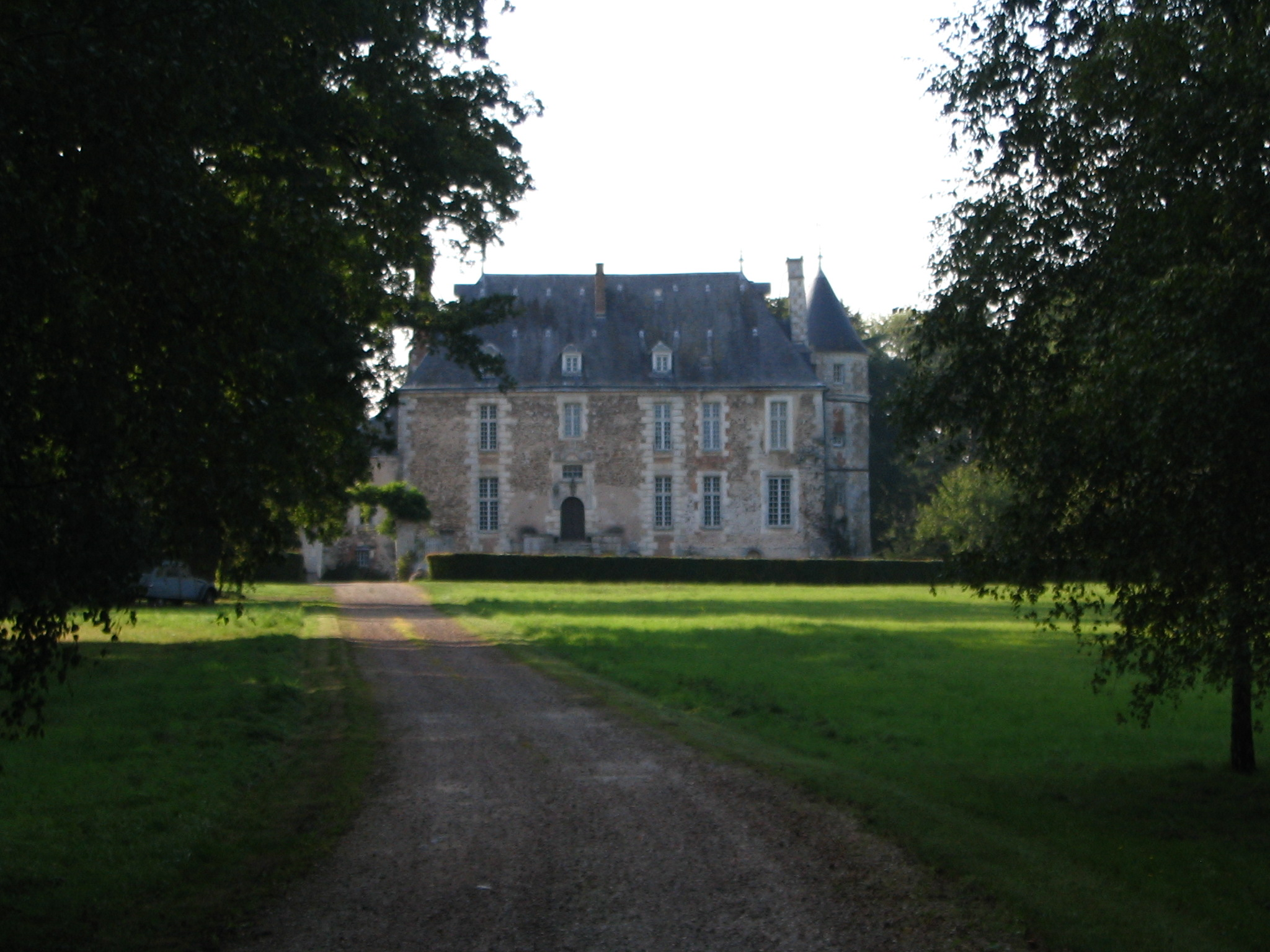
Schloss Chaussepot
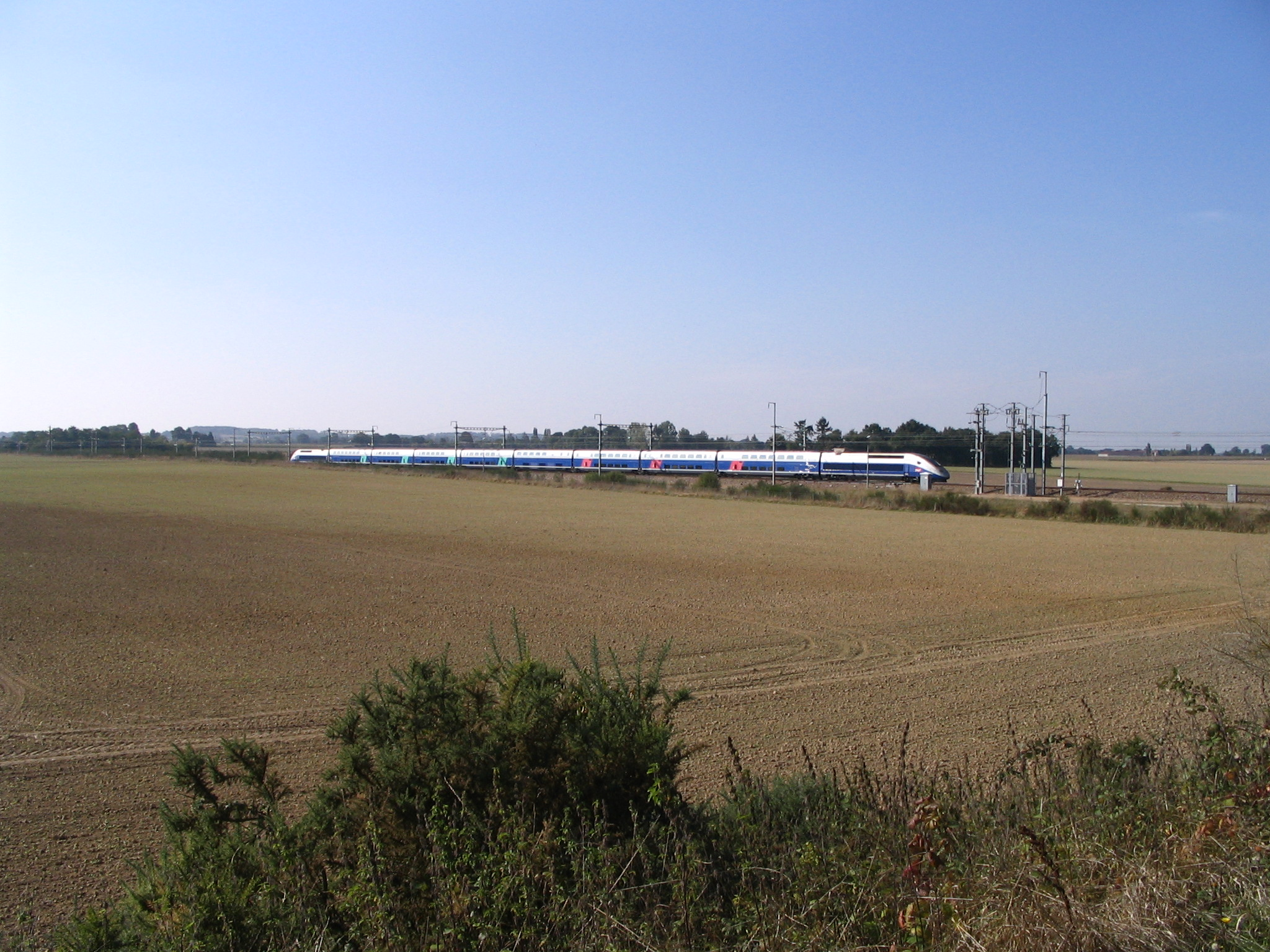
Der LGV Atlantique in Le Poislay

## Persönlichkeiten
- Maurice Leroy (* 1959), Politiker (UDI), Bürgermeister von Le Poislay (1989–2001)